# Républiquettes
Le terme de republiqueta (ou en français : républiquette) peut prendre, en espagnol, deux significations différentes. Dans sa première acception, qui est celle courante, il sert à désigner, avec une connotation péjorative, un territoire généralement situé en Amérique centrale ou dans les Antilles, organisé de manière précaire, soumis à des dictatures ou à des changements de régime fréquents, et présentant une architecture institutionnelle peu solide – en somme : une république bananière (republiqueta bananera).
Dans un autre contexte, et plus spécifiquement, l’on a eu coutume, dans l’historiographie hispano-américaine, d’appeler republiqueta des États embryonnaires, à l’organisation quasi improvisée, créés entre 1811 et 1825 dans les territoires appartenant à l’Audience de Charcas, dans le Haut-Pérou (actuelle Bolivie), par des guerrilléros indépendantistes ou montoneras, à la suite de la défaite des armées auxiliaires argentines face aux royalistes espagnols lors de la bataille de Huaqui. Ces républiques de fortune, tenues par un amalgame de citadins républicains, de campagnards et d’agents argentins, exerçaient une autorité effective sur de vastes zones, généralement rurales, les villes de quelque importance n’ayant en effet été occupées que pour de brèves périodes. À peu d’exceptions, ces groupes combattants furent vaincus, et leurs zones autonomes liquidées, par les forces royalistes espagnoles avant même l’arrivée de Sucre dans le territoire du Haut-Pérou. 
Nous évoquons brièvement ci-dessous les principales de ces républiquettes.
Républiquette d’Ayopaya
La républiquette d’Ayopaya est sans doute celle qui connut la meilleure fortune, puisqu’elle réussit à se maintenir de 1811 jusqu’au 7 février 1825, et qu’à cette date elle parvint en outre, menée par son chef José Miguel Lanza, à s’emparer de la ville de La Paz juste avant l’arrivée de Sucre. Son territoire englobait les zones rurales situées entre La Paz, Oruro et Cochabamba.
Républiquette de La Laguna
La républiquette de La Laguna, dirigée par Manuel Ascensio Padilla et son épouse Juana Azurduy de Padilla, combattit entre 1809 et 1817 dans le nord du département de Chuquisaca, ayant pour centre le village de La Laguna (l’actuelle petite ville bolivienne de Padilla). Après la mort au combat de Padilla le 13 septembre 1816, la républiquette se décomposa en plusieurs camps de guerrilléros, menés par Jacinto Cueto, Esteban Fernández, Agustín Ravelo et le lieutenant-colonel José Antonio Asebey.
Républiquette de Larecaja
La républiquette de Larecaja, sous le commandement du prêtre catholique Ildefonso de las Muñecas, s’établit sur les rives du lac Titicaca, ayant son siège dans le bourg d’Ayata (dans la province bolivienne de Larecaja). Elle disparut à la suite de la défaite de ses combattants lors de la bataille de Choquellusca le 18 octobre 1816, à l’issue de laquelle De las Muñecas fut exécuté.
Républiquette de Santa Cruz
Constituée en 1813 et dirigée d’abord par le général Ignacio Warnes, lequel avait été désigné gouverneur de la ville de Santa Cruz de la Sierra par Manuel Belgrano, la républiquette de Santa Cruz fut celle qui occupa l’étendue de territoire la plus vaste. Après la mort de Warnes dans la bataille d’El Pari en 1816, elle passa sous le commandement de José Manuel Mercado jusqu’à la libération de Santa Cruz en 1825.
Républiquette de Vallegrande
Dirigée par Juan Antonio Álvarez de Arenales, qui fut la principale figure de toutes les républiquettes, celle de Vallegrande était centrée dans les provinces de Mizque et de Vallegrande et opérait sur l’axe Cochabamba – Chuquisaca – Santa Cruz de la Sierra. Ses combattants se retirèrent dans la province de Jujuy vers la fin 1816.
Républiquette de Tarija
Commandée par Eustaquio Méndez, Francisco Pérez de Uriondo et José María Avilés, elle avait sa base entre les rivières Río Grande et Río Pilcomayo, dans le département de Tarija, et opérait sur la route reliant Chuquisaca et Salta.
Républiquette de Cinti
Emmenée par José Vicente Camargo, ayant son siège à Cinti, la républiquette de Cinti menaçait la forteresse de Cotagaita (département de Potosí), qui dominait une des voies d’accès empruntées par les expéditions auxiliaires argentines. Elle fut liquidée le 3 avril 1816, lorsque Camargo fut vaincu, puis exécuté à Arpaya.
Républiquette de Porco et Chayanta
Dirigée par Miguel Betanzos et José Ignacio de Zárate, elle s’efforçait de couper les communications entre Potosí, Oruro, Chuquisaca et Cochabamba, mais, se trouvant cernée par les royalistes, ne put émerger que par intermittence. Elle débuta ses activités le 13 juillet 1814, en tuant dans la Puna le sous-délégué Hermenejildo Zermeño, puis, deux jours après dans le Ticoya, un capitaine et 25 soldats, occupés à transporter des munitions à Chuquisaca.
Autres groupes de maquisards
Dans la zone d’Azero opérait un groupe de combattants sous le commandement de Vicente Umaña. Dans la zone de San Juan de Piraí, le cacique guaraní Cumbay dominait les selves de Santa Cruz et une grande partie de l’est de Chuquisaca.